# Skydance Media
Skydance Media, anciennement Skydance Productions, est une société de production américaine créée en 2006 par David Ellison et active dans le milieu cinématographique, télévisuel et vidéoludique.

## Histoire
En juillet 2024, Skydance Media annonce l'acquisition de Paramount Global pour 8 milliards de dollars. En juillet 2025, la Commission fédérale des communications donne son autorisation pour procéder à l'acquisition.

## Filmographie

### Cinéma

#### Années 2000-2010
- 2005 : When All Else Fails (court-métrage) de David Ellison
- 2006 : Flyboys de Tony Bill
- 2010 : True Grit de Joel et Ethan Coen
- 2011 : Mission impossible : Protocole Fantôme (Mission: Impossible - Ghost Protocol) de Brad Bird
- 2012 : Maman, j'ai raté ma vie (The Guilt Trip) d'Anne Fletcher
- 2012 : Jack Reacher de Christopher McQuarrie
- 2013 : G.I. Joe : Conspiration (G.I Joe: Retaliation) de Jon Chu
- 2013 : Star Trek Into Darkness de J. J. Abrams
- 2013 : World War Z de Marc Forster
- 2013 : The Ryan Initiative (Jack Ryan: Shadow Recruit) de Kenneth Branagh
- 2015 : Terminator Genisys d'Alan Taylor
- 2015 : Mission impossible : Rogue Nation (Mission: Impossible – Rogue Nation) de Christopher McQuarrie
- 2016 : Star Trek : Sans limites (Star Trek Beyond) de Justin Lin
- 2016 : Jack Reacher: Never Go Back d'Edward Zwick
- 2017 : Life : Origine inconnue (Life) de Daniel Espinosa
- 2017 : Baywatch : Alerte à Malibu (Baywatch) de Seth Gordon (crédité Uncharted)
- 2017 : Geostorm de Dean Devlin
- 2018 : Annihilation d'Alex Garland
- 2018 : Mission impossible : Fallout de Christopher McQuarrie
- 2019 : Gemini Man d'Ang Lee
- 2019 : Terminator: Dark Fate de Tim Miller
- 2019 : Six Underground de Michael Bay

#### Années 2020
- 2020 : The Old Guard de Gina Prince-Bythewood
- 2021 : Sans aucun remords (Without Remorse) de Stefano Sollima
- 2021 : The Tomorrow War de Chris McKay
- 2021 : Snake Eyes (Snake Eyes: G.I. Joe Origins) de Robert Schwentke
- 2022 : Adam à travers le temps (The Adam Project) de Shawn Levy
- 2022 : Top Gun: Maverick de Joseph Kosinski
- 2022 : Luck de Peggy Holmes (crédité Skydance Animation)
- 2022 : The Greatest Beer Run Ever de Peter Farrelly
- 2023 : Air de Ben Affleck (crédité Skydance Sports)
- 2023 : Ghosted de Dexter Fletcher
- 2023 : Transformers: Rise of the Beasts de Steven Caple Jr.
- 2023 : Mission impossible : Dead Reckoning (Mission: Impossible – Dead Reckoning) de Christopher McQuarrie
- 2023 : Agent Stone (Heart of Stone) de Tom Harper
- 2023 : Spy Kids: Armageddon de Robert Rodriguez
- 2023 : The Family Plan de Simon Cellan Jones
- 2024 : Ellian et le Sortilège (Spellbound) de Vicky Jenson (crédité Skydance Animation)
- 2024 : The Gorge de Scott Derrickson
- 2025 : Mission: Impossible - The Final Reckoning de Christopher McQuarrie
- 2025 : Fountain of Youth de Guy Ritchie

#### Prochainement
- 2025 : The Old Guard 2 de Victoria Mahoney

### Télévision
- 2014-2015 : Manhattan
- 2015-2022 : Grace et Frankie (Grace and Frankie)
- 2017-2018 : Ten Days in the Valley (crédité Uncharted)
- 2018-2020 : Altered Carbon
- 2018 : Dietland (crédité Uncharted)
- 2018 : Unapologetic with Aisha Tyler (crédité Uncharted)
- depuis 2018 : Condor
- 2018-2023 : Jack Ryan
- depuis 2021 : Foundation
- depuis 2022 : Reacher
- 2022 : Good Rivals (crédité Skydance Sports)
- 2022 : The Checkup with Dr. David Agus
- depuis 2023 : The Big Door Prize
- depuis 2023 : Fubar
- 2024 : Terminator Zero
- 2024 : Cross

## Jeux vidéo

### via Skydance Interactive
- 2017 : Archangel
- 2018 : PWND
- 2020 : The Walking Dead: Saints & Sinners
- 2022 : The Walking Dead: Saints & Sinners – Chapter 2: Retribution

- 2023 : Arashi: Castles of Sin - Final Cut
- 2023 : Behemoth

### via Skydance New Media
Prochainement
- 2025 : Marvel 1943: Rise of Hydra
- Jeu vidéo sans titre sur l'univers Star Wars